# Linatella caudata
Linatella caudata är en snäckart som först beskrevs av Gmelin 1791.  Linatella caudata ingår i släktet Linatella och familjen Ranellidae. Inga underarter finns listade i Catalogue of Life.